# Suporte avançado de vida no trauma
O suporte avançado de vida no trauma, tradução do inglês Advanced Trauma Life Support (ATLS), é um programa de treinamento para médicos para o manejo de casos de trauma físico agudo, desenvolvido pelo Colégio Americano de Cirurgiões. O programa já foi adotado mundialmente em mais de 40 países, às vezes sob o nome de Early Management of Severe Trauma (EMST), especialmente fora da América do Norte. Seu objetivo é ensinar uma abordagem simplificada e padronizada aos pacientes com trauma. Inicialmente planejado para situações de emergência onde somente um médico e um enfermeiro estivessem presentes, o ATLS é hoje amplamente aceitado como o padrão de cuidado para a avaliação inicial e tratamento. Existe um programa paralelo para Enfermeiros, denominado ATCN (Advanced Trauma Care for Nurses), que decorre em paralelo com cursos ATLS. 
A premissa do programa ATLS é tratar a maior ameaça à vida antes. Ele defende que a falta de um diagnóstico definitivo e de uma história detalhada não deve tornar mais lenta a aplicação do tratamento indicado para a lesão que traz risco à vida, com as intervenções mais críticas em relação ao tempo sendo realizadas mais precocemente. Entretanto, há evidências mistas que demonstram que o ATLS melhora o desfecho dos pacientes.